# Remmarn
Remmarn är en by i Björna socken och Örnsköldsviks kommun i Ångermanland. Den är belägen vid Remmarån, nedanför Remmarsjön. I byn finns en hembygdsgård.